# Dzierżązna (gmina)
Dzierżązna (także Dzierzązna, Dzierząźnia) – dawna gmina wiejska istniejąca na przełomie XIX i XX wieku w guberni piotrkowskiej. Siedzibą władz gminy była Dzierżązna.
Za Królestwa Polskiego gmina Dzierżązna należała do powiatu łodzińskiego (łódzkiego) w guberni piotrkowskiej. W jej skład wchodziły wsie Dzierżązna, Dobra, Swoboda i Ostrów oraz osada czynszowa Folusz.
Gmina występuje jeszcze w 1884 i 1914 roku, następnie Dzierżązna wchodzi w skład gminy Lućmierz.